# Národní parky v Bulharsku
V Bulharsku se nacházejí tři národní parky. Mají celkovou rozlohu 1930,48 km², což zabírá 1,7% rozlohy Bulharska. Největší z nich je Národní park Rila (810,46 km²). Nejstarším je Národní park Pirin, který byl vyhlášen v roce 1963.
Bulharské národní parky jsou:
- Národní park Centrální Balkán
- Národní park Pirin
- Národní park Rila